# Alfred Dudley Ward
Sir Alfred Dudley Ward, britanski general, * 27. januar 1905, † 28. december 1991.
Med 1962–1965 je bil guverner Gibraltarja.